# Rainiharo
Rainiharo was van 1830 tot 1852 premier van het Koninkrijk Madagaskar en echtgenoot van Koningin Ranavalona I.

## Biografie
De vader van Rainiharo diende als adviseur van Koning Andrianampoinimerina en hij en zijn vrouw behoorden tot de hova (vrije burgers), een kaste van het volk van de Merina.
Tijdens de regering van Ranavalona I leidde Rainiharo als militair officier een reeks succesvolle expedities in het zuidoosten van Madagaskar. Dit leidde ertoe dat hij werd uitgekozen om Koningin Ranavalona te huwen. In zijn rol als echtgenoot werd hij bovendien aangesteld premier en opperbevelhebber van het leger.
Rainiharo stierf op 10 februari 1852 en werd begraven in een opvallend graf in de Rova van Antananarivo, dat de Fransman Jean Laborde in de periode van 1839 tot 1841 had laten bouwen. Hij werd opgevolgd door zijn oudste zoon Rainivoninahitriniony.